# جایزه بزرگ هلند ۱۹۶۰
جایزه بزرگ هلند ۱۹۶۰ (انگلیسی: ‎1960 Dutch Grand Prix‎) یک مسابقهٔ موتوری در رشتهٔ اتومبیل‌رانی فرمول یک بود که در تاریخ ۶ ژوئن ۱۹۶۰ در پیست زاندفورت واقع در زاندفورت، هلند برگزار شد. این گراند پری در میان ۱۰ گراند پری در فصل ۱۹۶۰، مسابقهٔ شمارهٔ ۴ بود.
در این مسابقه که در ۷۵ دور و به مسافت ۳۱۴٫۴۷ کیلومتر (۱۹۵٫۴۰۳ مایل) برگزار شد، پول پوزیشن توسط استیرلینگ ماس کسب شد و سریع‌ترین زمان برای طی یک دور پیست که برابر با ۱:۳۳٫۸ بود نیز توسط استیرلینگ ماس به ثبت رسید.
جک برابام از تیم کوپر-کلیمکس، اینس ایرلند از تیم لوتوس-کلیمکس و گراهام هیل از تیم بی‌آرام به‌ترتیب مقام‌های اول تا سوم مسابقه را کسب کردند.

## رده‌بندی قهرمانی پس از مسابقه
|       | جایگاه | راننده        | امتیاز |
| ----- | ------ | ------------- | ------ |
|       | ۱      | بروس مک‌لارن   | ۱۴     |
|       | ۲      | استیرلینگ ماس | ۱۱     |
|       | ۳      | جیم رتمان     | ۸      |
| ۲۲    | ۴      | جک برابام     | ۸      |
| ۹     | ۵      | اینس ایرلند   | ۷      |
| منبع: |        |               |        |

|       | جایگاه | سازنده       | امتیاز |
| ----- | ------ | ------------ | ------ |
|       | ۱      | کوپر-کلیمکس  | ۲۲     |
| ۱     | ۲      | لوتوس-کلیمکس | ۱۵     |
| ۱     | ۳      | فراری        | ۱۲     |
| ۱     | ۴      | بی‌آرام       | ۶      |
| ۱     | ۵      | کوپر-مازراتی | ۳      |
| منبع: |        |              |        |

یادداشت
- تنها پنج جایگاه نخست از هر رده‌بندی نمایش داده شده‌است.